# Злые мультфильмы
«Злые мультфильмы» (англ. Evil Toons) — американский анимационно-игровой комедийный фильм ужасов 1992 года для взрослых, снятый по своему же сценарию режиссёром Фредом Оленом Рэем.

## Сюжет
У Берта есть клининговая компания, он нанимает четырёх сексуальных молодых девушек для уборки заброшенного дома на окраине. Странный хозяин этого дома Гидеон Фиск оставляет на виду старую книгу. Как только он уходит, девочки изучают книгу, обнаруживая, что она полна рисунки причудливых монстров. Когда одна из них, Меган, случайно вслух читает текст под одним из рисунков, то оказывается произносит магическое заклинание и выпускает в наш мир злого мультяшного монстра. Монстр убивает Роксану принимая её облик, затем также убивает прибывшего бойфренда Роксаны, Биффа, затем начальника Берта, и следом ещё двух девушек. Гидеон возвращается, чтобы победить монстра, и единственная выжившая девушка, Меган, бросает книгу в камин, сжигая её и стирая монстра с лица земли. Жертвы монстра оживают на следующее утро, и Меган кричит от ужаса, когда сосед, мистер Хинчлоу, заходит и приносит свой портативный телевизор, чтобы девочки могли посмотреть субботние утренние мультфильмы, где она видит монстра, который с экрана обещает ей, что доберётся до неё в сиквеле фильма.

## В ролях
- Дэвид Кэррадайн — Гидеон Фиск
- Моник Габриэль — Меган
- Мэдисон Стоун — Роксана
- Стейси Никс — Джен
- Арт Джонсон — мистер Хинчлоу
- Дик Миллер — Берт
- Мишель Бауэр — жена Берта
- Сюзанна Эйджер — Терри
- Дон Доу — Бифф

Голос мультяшного монстра озвучивает режиссёр фильма Фред Олен Рэй

## Съёмки
Образ мультяшного монстра был создан известным кинокритиком фильмов ужасов Чесом Балуном.
Из-за низкого бюджета фильма в сочетании с высокой стоимостью анимации мультяшный монстр присутствует на экране всего около 90 секунд в фильме.
Фильм был снят всего за восемь дней, с бюджетом около 140 000 долларов, Фред Олен Рэй выступил не только режиссёром и сценаристом, но и продюсером.
В актёрском составе разу две «королевы крика» Моник Габриэль и Мишель Бауэр, и порноактриса Барбара Дэр (в титрах — Стейси Никс).

## Критика
На агрегаторе рецензий «Rotten Tomatoes» фильм имеет рейтинг в 25 %, основанном на 6 рецензиях. В 2000 году «Энциклопедия фильмов ужасов» «Creature Feature» дала фильму 2 звезды из 5, отметив, что это жалкое зрелище с растрачивающими свои таланты впустую актёрами Дэвида Кэррадайна и Дика Миллера, портал Cinema был резче в оценке написав, что актёр Дэвид Кэррадайн достиг «низшей точки своей карьеры» в актерском мастерстве с этим фильмом, однако, идея изобразить демонов в виде мультфильма заслуживает похвалы.